# Burg Adršpach
Die Ruine der Burg Adršpach (deutsch Althaus, auch Burg Adersbach) liegt 14 Kilometer westlich von Broumov. Sie gehört zur Gemeinde Adršpach im Okres Náchod in Tschechien.

## Geographie
Die Ruine befindet sich im Nordwesten der Adersbach-Weckelsdorfer Felsenstadt auf dem Starozámecký vrch (Althausberg, 681 m n.m.) über dem Tal des Adršpašský potok.

## Geschichte
Die Burg Adersbach wurde erstmals 1348 in den „Majestas Carolina“ als „castrum Eberspach“ erwähnt. Sie wurde vermutlich im 13. Jahrhundert im Zuge der Besiedlung des Grenzwaldes errichtet und diente der böhmischen Landesverteidigung. 1354 war sie im Besitz des Hanuš von Adersbach und gelangte später an die Adelsfamilie Berka von Dubá. Nachdem Schlesien ein Nebenland der Krone Böhmen geworden war, verlor die Burg ihre strategische Bedeutung. In den Hussitenkriegen gelangte sie an Raubritter, die ihre räuberischen Überfälle auch in Schlesien betrieben. Nachdem sie die Überfälle auch nach der Rückgabe der Burg an die rechtmäßigen Besitzer fortsetzten, erwarben 1447 die schlesischen Städte Breslau und Schweidnitz gemeinsam mit dem Oberlausitzer Sechsstädtebund die Burg und ließen sie schleifen. 
Reste der Felsenkeller und des Mauerwerks sind erhalten.